# Trojan (distrikt)
Trojan (bulgariska: Троян) är ett distrikt i Bulgarien.   Det ligger i kommunen Obsjtina Simeonovgrad och regionen Chaskovo, i den centrala delen av landet, 220 km öster om huvudstaden Sofia.
Trakten runt Trojan består till största delen av jordbruksmark. Runt Trojan är det ganska glesbefolkat, med 48 invånare per kvadratkilometer.